# Kruisschakelaar (installatietechniek)

Symbool van een kruisschakelaar

Contacten van een kruisschakelaar

Een kruisschakelaar is een schakelaar met vier aansluitklemmen (A1, A2 en B1, B2). Bij lichtschakelaars hebben deze klemmen doorgaans paarsgewijs een andere kleur.
In de ene stand wordt A1 verbonden met B1 en A2 verbonden met B2; in de andere stand wordt de verbinding gekruist, dus A1 wordt verbonden met B2 en A2 met B1. Een kruisschakelaar kan dus gebruikt worden als poolomschakelaar.
Deze schakelaar dient niet met de dubbelpolige schakelaar te worden verward, deze heeft eveneens vier aansluitingen. De dubbelpolige schakelaar kan aan de schakelstandaanduiding op de bedieningsknop worden herkend.
De kruisschakelaar wordt toegepast bij een zogenaamde kruisschakeling. Hiermee kan men vanuit drie, of meer plaatsen, een of meer lampen naar behoefte in- en uitschakelen. De kruisschakeling is een uitbreiding van een wisselschakeling. Bij grotere installaties met meer kruisschakelaars is toepassing van een impulsrelais met drukknopbediening vaak economischer. Hier volstaan twee draden per drukknop, kruisschakelaars zijn met vier draden verbonden.
Een kruisschakelaar in een telefooncentrale was een met behulp van relais bediende schakelmatrix die vooral in de jaren 1970 en -80 werd toegepast. Daarin werden registers gebruikt, die uit een of meer kruisschakelaars bestonden in matrixvorm opgesteld.